# Estació de Poble Sec
Poble Sec (antigament anomenada Parlament) és una estació de la L3 del Metro de Barcelona situada sota l'Avinguda Paral·lel entre els districtes de Sants-Montjuïc i l'Eixample de Barcelona.
L'estació va entrar en servei el 1975 com a part de la Línia IIIB amb el nom de Parlamento fins que el 1982 amb la reorganització dels números de línies i canvis de nom d'estacions va adoptar el nom actual.
Es preveu la construcció d'una nova estació per la L2, tancant el tram fins a Paral·lel.
| Metro de Barcelona                 |          |       |             |                        |
| Procedència/Destinació             | <        | Línia | >           | Procedència/Destinació |
| Zona Universitària                 | Espanya  |       | Paral·lel   | Trinitat Nova          |
| Projectat                          |          |       |             |                        |
| Aeroport T1                        | Montjuïc |       | Sant Antoni | Badalona Pompeu Fabra  |
| Sant Feliu                         | Espanya  |       | Paral·lel   | Trinitat Vella         |
| Font perllongament: PDI 2009-2018. |          |       |             |                        |

## Accessos
- Av. Paral·lel-Manso
- Av. Paral·lel-Teodor Bonaplata
- Av. Paral·lel-Parlament